# Buster Martin
Pierre Jean Martin, detto Buster (Iparralde, 1º settembre 1906 – Londra, 12 aprile 2011), è stato un personaggio televisivo francese naturalizzato britannico.

## Biografia
Nato nell'Iparralde, zona di lingua basca della Francia.
Lavorò fino alla morte presso l'azienda Pimlico Plumbers a Londra dove lucidava furgoni e si rifiutò ad andare in pensione. Diventò così il simbolo di migliaia di lavoratori che amano il proprio lavoro alla follia e sono tristi di andare in pensione. Martin era noto in Inghilterra come "l'impiegato più vecchio del Regno Unito".
Martin formò The Zimmers, una band di discreto successo in Inghilterra (all'età di 100 anni).
Nel 2008, corse la mezza maratona a Essex in cinque ore e tredici minuti. Partecipò anche alla maratona di Londra e allenò gli Harmander Singh, lavorando insieme a Fauja Singh.
Nato in Francia, si trasferì in Inghilterra all'età di tre mesi. Morì il 12 aprile 2011 all'età di 104 anni.